# De tio mest sålda musikalbumen i Sverige 2001-2009
De tio mest sålda musikalbumen i Sverige. Sverigetopplistan.se är försäljningsinformation som publiceras av Grammofonleverantörernas förening, GLF. Medlemmar i GLF i slutet av 2014 var Cosmos Music Group AB, Sony Music Entertainment AB, Sound Pollution AB, Universal Music Sweden AB samt Warner Music Sweden AB. Informationen bygger på försäljningssiffror från hela landet i form av fysisk, nedladdad och strömmad musik. 

## År

### 2001
1. Tomas Ledin - Festen har börjat - Ett samlingsalbum 1972-2001
2. Markoolio - Tjock och lycklig
3. Linkin Park - Hybrid Theory
4. Andrea Bocelli - Cieli di Toscana
5. Bo Kaspers Orkester - Kaos
6. Ricky Martin - La Historia
7. Westlife - World of our Own
8. Ainbusk - I midvintertid: En jul på Gotland
9. Roxette - Room Service
10. The Real Group - Allt det bästa

### 2002
1. Kent - Vapen & ammunition
2. Magnus Uggla - Klassiska mästerverk
3. Bruce Springsteen - The Rising
4. Eminem - The Eminem Show
5. Shakira - Laundry Service
6. Elvis Presley - 30 #1 Hits
7. Peter Jöback - Jag kommer hem igen till jul
8. Celine Dion - A New Day Has Come
9. Håkan Hellström - Det är så jag säger det
10. Anastacia - Freak of Nature

### 2003
1. Per Gessle - Mazarin
2. Carola - Guld, platina & passion - Det bästa
3. Norah Jones - Come Away with Me
4. The Cardigans - Long Gone Before Daylight
5. Evanescence - Fallen
6. Lars Winnerbäck och Hovet - Söndermarken
7. Kent - Vapen & ammunition
8. Lasse Stefanz - Det här är bara början
9. Dido - Life For Rent
10. Metallica - St. Anger

### 2004
1. Gyllene Tider - Finn 5 fel!
2. U2 - How to Dismantle an Atomic Bomb
3. Lars Winnerbäck - Vatten under broarna
4. Norah Jones - Feels Like Home
5. Benny Anderssons Orkester - BAO!
6. Lena Philipsson - Det gör ont en stund på natten men inget på dan
7. Daniel Lindström - Daniel Lindström
8. Magnus Uggla - Den tatuerade generationen
9. Vikingarna - Bästa kramgoa låtarna
10. Agnetha Fältskog - My Colouring Book

### 2005
1. Kent - Du & jag döden
2. Madonna - Confessions on a Dance Floor
3. Per Gessle - Son of a Plumber
4. James Blunt - Back to Bedlam
5. Il Divo - Il Divo
6. Laleh - Laleh
7. BWO - Prototype
8. Green Day - American Idiot
9. Amy Diamond - This Is Me Now
10. Björn Skifs - Decennier – sånger från en annan tid

### 2006
1. Peter Jöback - Flera sidor av samma man
2. Lars Winnerbäck - Efter nattens bränder
3. Markus Fagervall - Echo Heart
4. Björn Skifs - Andra decennier
5. Red Hot Chili Peppers - Stadium Arcadium
6. Martin Stenmarck - 9 sanningar och en lögn
7. Bo Kaspers Orkester - Hund
8. Laleh - Laleh
9. Iron Maiden - A Matter of Life and Death
10. Lisa Miskovsky - Changes

### 2007
1. Kent - Tillbaka till samtiden
2. Paul Potts - One Chance
3. Bruce Springsteen - Magic
4. Lars Winnerbäck - Daugava
5. Markoolio - Värsta plattan
6. Carola - I denna natt blir världen ny - Jul i Betlehem II
7. Per Gessle - En händig man
8. Peter LeMarc - Kärlek i tystnadens tid
9. The Ark - Prayer for the Weekend
10. Norah Jones - Not Too Late

### 2008
1. Duffy - Rockferry
2. Eros Ramazzotti - E2
3. Metallica - Death Magnetic
4. AC/DC - Black Ice
5. Il Divo - The Promise
6. Sanna, Shirley, Sonja - Our Christmas
7. Coldplay - Viva la Vida or Death and All His Friends
8. Takida - Bury the Lies
9. Amanda Jenssen - Killing My Darlings
10. Håkan Hellström - För sent för Edelweiss

### 2009
1. Melody Gardot - My One and Only Thrill
2. Larz-Kristerz - Hem till dig
3. Lars Winnerbäck - Tänk om jag ångrar mig, och sen ångrar mig igen
4. Kent - Röd
5. Caroline Af Ugglas - Så Gör Jag Det Igen
6. Gasolin' - Masser af succes
7. Bruce Springsteen - Working on a Dream
8. Malena Ernman - La Voix Du Nord
9. Michael Jackson - Michael Jackson's This Is It
10. U2 - No Line On The Horizon

Listan inkluderar inte album sålda via nedladdningstjänster för musik på Internet som exempelvis iTunes Store.